# Arminia Bielefeld
DSC Arminia Bielefeld (phát âm [deː ʔɛs t͡seː ʔaʁˈmiːni̯a ˈbiːləfɛlt]; tên đầy đủ: tiếng Đức: Deutscher Sportclub Arminia Bielefeld e.V. [ˈdɔʏ̯t͡ʃɐ ˈʃpɔʁtklʊp ʔaʁˈmiːni̯a ˈbiːləfɛlt]; hay "Die Arminen" [diː ˈʔaʁmiːnən] hoặc "Die Blauen" [diː ˈblaʊ̯ən]), hay chỉ Arminia, là một câu lạc bộ thể thao Đức đến từ Bielefeld, Bắc Rhine-Westphalia. Arminia gồm các môn thể thao bóng đá, khúc côn cầu, trượt băng và bi-a. Câu lạc bộ có 12.000 thành viên và màu sắc của câu lạc bộ là đen, trắng và xanh. Tên của Arminia bắt nguồn từ Arminius, thủ lĩnh người Cheruscan, người đã đánh bại quân đội La Mã trong Trận rừng Teutoburg.
Câu lạc bộ được biết đến nhiều nhất với đội bóng đá chuyên nghiệp chơi ở 2. Bundesliga và chủ yếu chơi ở hạng nhất hoặc hạng hai của hệ thống giải bóng đá Đức, trong số đó có 17 mùa giải ở 1. Bundesliga, hạng đấu họ sẽ trở lại ở mùa giải 2020–21. Những năm thành công nhất của Arminia là thập niên 1920, đầu thập niên 1980 và giữa thập niên 2000. Vào năm 1947 và thập niên 1950, Arminia đã thất bại trước một đội ở một khu vực địa phương ở hạng ba (hạng ba sau này bao gồm các khu vực lớn hơn).
Arminia thi đấu các trận sân nhà tại Sân vận động Bielefelder Alm kể từ năm 1926. Kể từ năm 2004 sân vận động được đặt tên SchücoArena theo hợp đồng tài trợ.

## Màu sắc và biểu trưng
Arminia lấy màu sắc của câu lạc bộ là xanh lam, trắng và đen khi thành lập vào năm 1905. Màu sắc không thay đổi mặc dù màu câu lạc bộ hiện tại là đen, trắng và xanh lam. Mặc dù vậy, Arminia đã chơi trận đầu tiên trong trang phục màu cam. Trang phục sân nhà của Arminia phần lớn thời gian là màu xanh trong khi quần đùi và tất của họ có màu trắng. Đội giành quyền thăng hạng lên Bundesliga năm 1970 mặc áo sơ mi màu xanh lam với các sọc trắng dày. Bộ quần áo bóng đá sân nhà hiện tại có màu xanh lam với vòng chân màu trắng, quần đùi đen và tất trắng. Trang phục sân khách chủ yếu là màu trắng trong khi áo sơ mi màu xanh lá cây được mặc vào những năm 1990. Hiện tại, bộ quần áo bóng đá sân khách bao gồm áo trắng, quần đùi trắng và tất đen. Trang phục thứ ba của họ hoàn toàn là màu hạt dẻ và được sử dụng nếu trang phục khác của họ trùng với trang phục của các đội khác.
Biểu trưng bao gồm một lá cờ với các màu của câu lạc bộ là đen, trắng và xanh lam từ trái sang phải. Phần màu trắng của lá cờ bao gồm chữ A cho Arminia. Lá cờ được bao quanh bởi một vòng hoa bằng gỗ sồi.

## Sân vận động

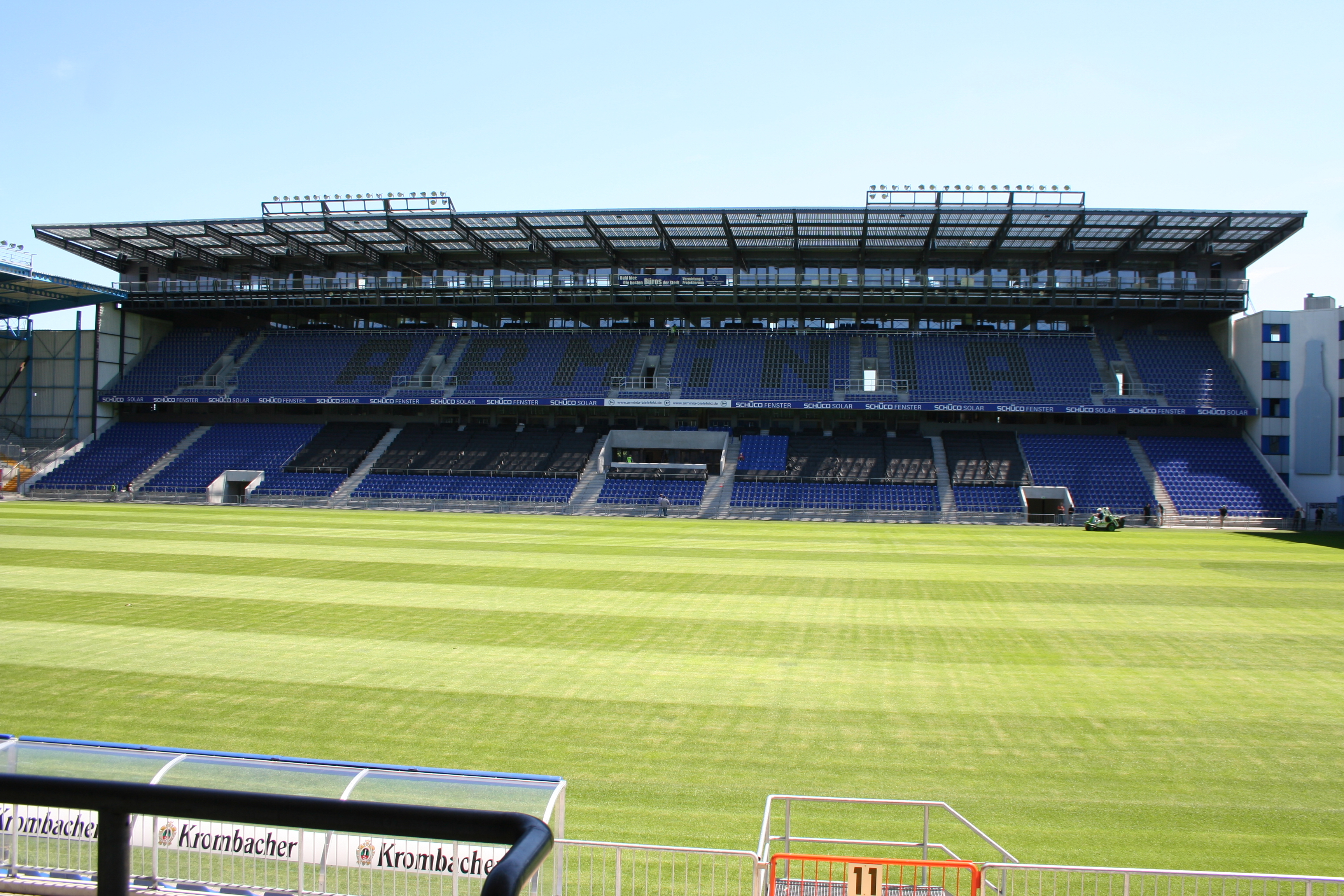
The new eastern stand.

Arminia đã chơi trận đấu sân nhà đầu tiên tại Kesselbrink ở Bielefeld. Độichuyển đến một khu đất mới tại Kaiserstraße (today: August-Bebel-Straße) năm 1907 và đến Pottenau năm 1910. Năm 1926, Arminia thuê mặt bằng từ một nông dân tên Lohmann. Mặt đất trông không giống một sân bóng đá. Thành viên câu lạc bộ Heinrich Pahl nói rằng khu vực này trông giống như một Alm (tiếng Đức của alpine grassland). Sân vận động được gọi là Alm. Arminia chơi trận đầu tiên với Victoria Hamburg vào ngày 1 tháng 5 năm 1926. Khán đài đầu tiên được xây dựng vào năm 1954. Khi Arminia giành quyền thăng hạng Bundesliga vào năm 1970, Alm đã trải qua một sự phát triển chung. Một khán đài chính có ghế ngồi được xây dựng và khán đài phía Bắc và phía Đông được mở rộng. Alm có sức chứa 30.000 và đèn pha đã được lắp đặt. Năm 1978, một mái che được thêm vào khán đài chính và các khán đài khác được mở rộng trở lại. Khi đó sân vận động có sức chứa 35.000 người.
Khi Arminia xuống hạng đến Oberliga năm 1988, khán đài phía Bắc và phía Nam đã bị phá bỏ vì cả hai khán đài đều không phù hợp với các quy định an toàn mới. Khán đài phía đông cũng được làm nhỏ hơn và có thêm một mái che. Công suất được giảm xuống còn khoảng 15.000. Sau khi Arminia giành quyền thăng hạng Bundesliga vào năm 1996, khán đài chính và phía bắc đã bị phá bỏ và xây dựng lại hoàn toàn. Điều tương tự cũng xảy ra với khán đài phía nam vào năm 1999. Năm 2004, Arminia ký hợp đồng tài trợ với Schüco và sân vận động được đặt tên SchücoArena. Lần tái phát triển mới nhất chứng kiến khán đài phía Đông được xây dựng lại vào năm 2008.
Bielefelder Alm có sức chứa 27.300 người, bao gồm 20.381 chỗ ngồi. Bielefelder Alm là một ứng cử viên để tổ chức các trận đấu của Giải vô địch bóng đá nữ thế giới 2011.

## Cổ động viên

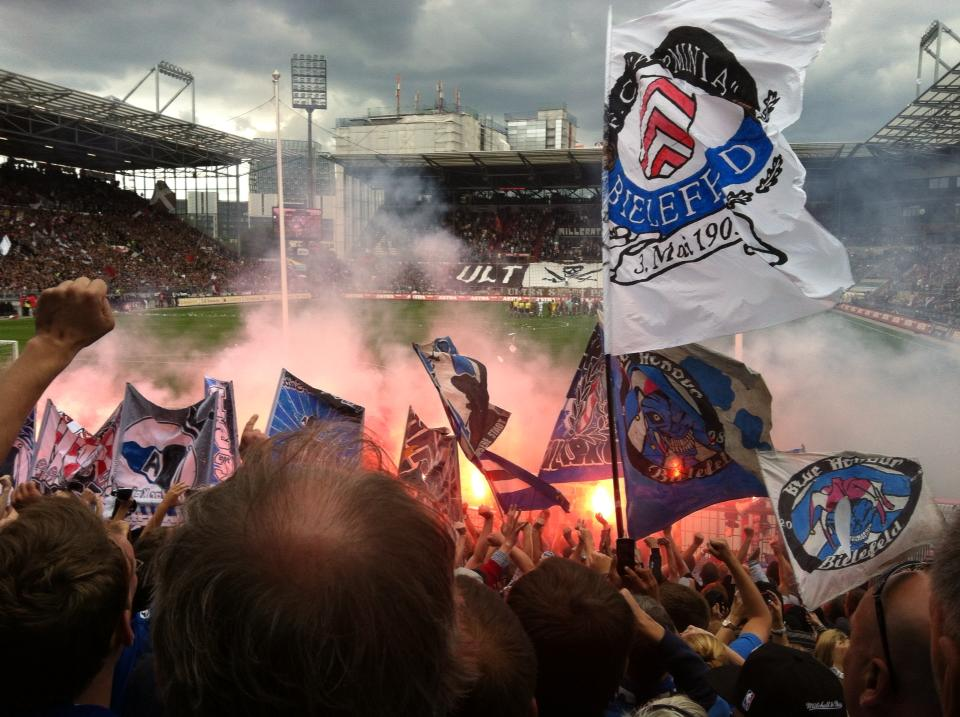
Arminia supporters backing their team during an away game at Millerntor-Stadion

Arminia có một số lượng lớn những người ủng hộ trung thành. Ngay cả trong mùa giải 2011–12, Arminia có số người tham dự trung bình là 8.930 người, cao nhất trong 3 Liga. Trong mùa giải 2014–15, Arminia có số người tham dự trung bình là 14.540, cao thứ hai (!) Trong mùa giải 3. Liga đó. Các con số cũng cho thấy mức độ phổ biến ngày càng tăng của Liga 3. Các trận đấu của Arminias trong suốt 2. Bundesliga 2013–14 có trung bình 16.890 người tham dự, (tỷ lệ tham dự trung bình cao thứ tám trong giải đấu). Những con số này chỉ tính các trận đấu của giải đấu. Các trận đấu của Arminia trong DFB-Pokal 2014–15 có trung bình 21.763 người tham dự. Phần lõi của những chiếc quạt có thể được tìm thấy trên các sân thượng của khán đài phía Nam.
Người hâm mộ của Arminia chủ yếu đến từ vùng Ostwestfalen-Lippe với diện tích lưu vực khoảng 100 km xung quanh Bielefeld. Có khoảng 140 câu lạc bộ người hâm mộ, chủ yếu đến từ Ostwestfalen-Lippe. Tuy nhiên, có những câu lạc bộ hâm mộ ở Berlin, Stuttgart, London, Birmingham, Taunton, Áo và Hà Lan.
Có một sự cạnh tranh truyền thống với SC Preußen Münster. Trận đấu với họ vào tháng 3 năm 2012, trận đầu tiên diễn ra ở Bielefeld sau gần 20 năm có sự tham dự của 21.203 khán giả. Không có trận đấu nào khác trong vòng 3. Liga có số người tham dự đông như vậy. Một năm sau, sân vận động gần như bán hết vé trong trận derby đó. Đối thủ trước đó là VfB 03 Bielefeld từ phía đông Bielefeld, nhưng sự cạnh tranh đã chết với ý nghĩa của VfB Bielefeld và các trận giao hữu ngày nay giữa Arminia và VfB Fichte Bielefeld, như câu lạc bộ ngày nay được gọi, diễn ra hàng năm. Một đối thủ khác là VfL Bochum, đặc biệt là từ cuối những năm 90, và có một số loại "kình địch thời trang" với các câu lạc bộ khác từ Ruhr, bởi vì khu vực đó cũng thuộc về Westphalia. Ngoài ra, các trận đấu với VfL Osnabrück là một số loại trận derby. Một số người ủng hộ SC Paderborn 07 dường như coi Arminia là đối thủ chính, nhưng người hâm mộ Arminia không chắc cũng cảm thấy như vậy. Có mối quan hệ thân thiện với những người ủng hộ Hamburger SV với cả hai câu lạc bộ có cùng màu sắc (đen, trắng và xanh lam) dẫn đến bài hát "Schwarz, weiß, blau – Arminia und der HSV" (Đen, trắng, xanh – Arminia và HSV) giữa những người ủng hộ của cả hai câu lạc bộ. Đối với nhiều người hâm mộ, tình bạn này cũng liên quan đến mối quan hệ thân thiện với Hannover 96, những người hâm mộ có chung tình bạn với Hamburg. Cả ba câu lạc bộ đôi khi được mệnh danh là "Nordallianz" (Northern Alliance),mặc dù thực tế là Bielefeld (ngoài Hamburg và Hannover) không nằm ở miền Bắc nước Đức.

## Cầu thủ

### Đội hình hiện tại
Tính đến 18 tháng 8 năm 2020
Ghi chú: Quốc kỳ chỉ đội tuyển quốc gia được xác định rõ trong điều lệ tư cách FIFA. Các cầu thủ có thể giữ hơn một quốc tịch ngoài FIFA.
| Số | VT | Quốc gia       | Cầu thủ                                |
| -- | -- | -------------- | -------------------------------------- |
| 2  | HV | Đức            | Amos Pieper                            |
| 3  | HV | Đức            | Brian Behrendt                         |
| 4  | HV | Thụy Điển      | Joakim Nilsson                         |
| 5  | HV | Đan Mạch       | Jacob Barrett Laursen                  |
| 7  | TĐ | Áo             | Christian Gebauer                      |
| 9  | TĐ | Đức            | Fabian Klos (captain)                  |
| 10 | TV | Đức            | Reinhold Yabo                          |
| 11 | HV | Đức            | Stephan Salger                         |
| 13 | TĐ | Đức            | Sebastian Müller                       |
| 14 | TV | Quần đảo Faroe | Joán Símun Edmundsson                  |
| 15 | HV | Bỉ             | Nathan de Medina                       |
| 16 | TV | Đức            | Fabian Kunze                           |
| 17 | TV | Bénin          | Cebio Soukou                           |
| 18 | TĐ | Venezuela      | Sergio Córdova (on loan from Augsburg) |

| Số | VT | Quốc gia  | Cầu thủ            |
| -- | -- | --------- | ------------------ |
| 19 | TV | Áo        | Manuel Prietl      |
| 20 | TV | Đức       | Nils Seufert       |
| 21 | TĐ | Đức       | Andreas Voglsammer |
| 22 | TĐ | Đức       | Noel Niemann       |
| 23 | HV | Đức       | Anderson Lucoqui   |
| 27 | HV | Thụy Sĩ   | Cédric Brunner     |
| 30 | TV | Đức       | Marcel Hartel      |
| 33 | TM | Đức       | Nikolai Rehnen     |
| 34 | TM | Thụy Điển | Oscar Linnér       |
| 36 | TĐ | Đức       | Sven Schipplock    |
| 38 | TV | Đức       | Jomaine Consbruch  |
| 39 | TĐ | Đức       | Prince Osei Owusu  |
| —  | HV | Đức       | Can Özkan          |

### Cho mượn
Ghi chú: Quốc kỳ chỉ đội tuyển quốc gia được xác định rõ trong điều lệ tư cách FIFA. Các cầu thủ có thể giữ hơn một quốc tịch ngoài FIFA.
| Số | VT | Quốc gia | Cầu thủ |
| -- | -- | -------- | ------- |

## Đội hinh 100 năm
Để kỷ niệm 100 năm thành lập câu lạc bộ, một cuộc thăm dò ý kiến của người hâm mộ đã được thực hiện để xác định đội hình xuất phát xuất sắc nhất của câu lạc bộ, cũng như bảy cầu thủ thay thế và một người quản lý. Những người chơi sau đã được chọn:
| Đội hình xuất phát - Uli Stein - Günther Schäfer - Dieter Schulz - Thomas Stratos - Walter Claus-Oehler - Frank Pagelsdorf - Thomas von Heesen - Norbert Eilenfeldt - Bernd Kirchner - Bruno Labbadia - Ewald Lienen | Dự bị - Wolfgang Kneib - Thomas Helmer - Arne Friedrich - Helmut Schröder - Silvio Meißner - Billy Reina - Fritz Walter Huấn luyện viên - Ernst Middendorp |  |

## Danh hiệu
- Arminia Bielefeld chưa bao giờ giành được bất kỳ danh hiệu lớn nào, nhưng đội đã giành được một số danh hiệu bạc ở cấp độ nhỏ.[8]

### Danh hiệu quốc nội
- 2. Bundesliga: (II)
  - Vô địch: 1977–78, 1979–80, 1998–99, 2019–20
- 3. Liga: (III)
  - Vô địch: 2014–15
- Regionalliga West/Südwest: (III)
  - Vô địch: 1994–95
- Oberliga Westfalen: (III)
  - Vô địch: 1989–90

### Danh hiệu khu vực
- Western German football championship
  - Vô địch: 1922, 1923

### Cúp
- Vô địch Cúp Tây Đức:
  - Vô địch: 1966, 1974
- Vô địch Cúp Westphalian:
  - Vô địch: 1908, 1932, 1991, 2012, 2013

## Huấn luyện viên
| Huấn luyện viên                 | Quốc tịch                | từ năm               | đến năm              | Sự kiện tiêu biểu                                                                                       |
| ------------------------------- | ------------------------ | -------------------- | -------------------- | --- |
| František Zoubek                | Czechoslovakia           | 1922                 | 1923                 | West German Champion 1923                                                                               |
| Gerd Wellhöfer                  | Germany                  | 1923                 | 1924                 | Westfalen Champion 1924                                                                                 |
| František Zoubek Gerd Wellhöfer | Czechoslovakia · Germany | 1924                 | 1925                 | Westfalen Champion 1925                                                                                 |
| Gerd Wellhöfer                  | Germany                  | 1925                 | 1926                 | Westfalen Champion 1926                                                                                 |
| František Zoubek                |                          | 1926                 | 1933                 | Westfalen Champion 1923, 1933 Westfälischer Cup Winner 1932 Qualification to the Gauliga Westfalen 1933 |
| Otto Faist                      | Germany                  | 1933                 | 1935                 | Relegation from Gauliga 1934                                                                            |
| Karl Willnecker                 | Germany                  | 1935                 | 1938                 | Promotion to Gauliga 1938                                                                               |
| Erich Brochmeyer                | Germany                  | 1938                 | 1939                 | |
| Ferdinand Swatosch              | Austria                  | 1939                 | 1940                 | Vice Champion of the Gauliga                                                                            |
| Otto Kranefeld                  | Germany                  | 1940                 | 1942                 | |
| Karl Wunderlich                 | Germany                  | 1942                 | 1945                 | |
| Erich Brochmeyer                | Germany                  | 1945                 | 1946                 | Relegation to the Landesliga                                                                            |
| Ferdinand Swatosch              | Austria                  | 1946                 | 1947                 | |
| Karl Wunderlich                 | Germany                  | 1947                 | 1948                 | Promotion to the Landesliga                                                                             |
| Alois Münstermann               | Germany                  | 1948                 | 1949                 | Promotion to the Oberliga                                                                               |
| Friedrich Otto                  | Germany                  | 1949                 | 1950                 | Relegation to the 2. Liga West                                                                          |
| Fritz Kaiser                    | Germany                  | 1950                 | 1951                 | |
| Hellmut Meidt                   | Germany                  | 1951                 | 1953                 | |
| Donndorf                        | Germany                  | 1953                 | 1955                 | Relegation to the Landesliga 1954                                                                       |
| Otto Westphal                   | Germany                  | 1955                 | 1958                 | |
| Arthur Gruber                   | Germany                  | 1958                 | 19 tháng 3 năm 1961  | huấn luyện viên đầu tiên bị sa thải                                                                     |
| Josef Rasselnberg               | Germany                  | 20 tháng 3 năm 1961  | 1961                 | |
| Jakob Wimmer                    | Germany                  | 1961                 | tháng 4 năm 1963     | Promotion to the 2. Liga West 1962                                                                      |
| Hellmut Meidt                   | Germany                  | tháng 4 năm 1963     | 1965                 | Qualification to the Regionalliga 1963                                                                  |
| Robert Gebhardt                 | Germany                  | 1965                 | 1966                 | Westdeutscher Cup Winner Westfälischer Cup Winner                                                       |
| Hans Wendlandt                  | Germany                  | 1966                 | tháng 11 năm 1969    | |
| Egon Piechaczek                 | Poland                   | tháng 11 năm 1969    | tháng 12 năm 1971    | Promotion to the Bundesliga 1970                                                                        |
| Hellmut Meidt                   | Germany                  | tháng 1 năm 1972     | tháng 1 năm 1972     | |
| Jan Notermans                   | Netherlands              | tháng 2 năm 1972     | tháng 10 năm 1972    | Relegation to the Regionalliga                                                                          |
| Willi Nolting                   | Germany                  | tháng 10 năm 1972    | tháng 2 năm 1973     | |
| Norbert Lessle                  | Germany                  | tháng 2 năm 1973     | tháng 9 năm 1973     | |
| Karl-Heinz "Harry" Garstecki    | Germany                  | tháng 9 năm 1973     | tháng 10 năm 1973    | |
| Willi Nolting                   | Germany                  | tháng 10 năm 1973    | tháng 1 năm 1974     | |
| Rudi Faßnacht                   | Germany                  | tháng 1 năm 1974     | 1974                 | Qualification to the 2. Bundesliga Westfälischer Cup Winner                                             |
| Erhard Ahmann                   | Germany                  | 1974                 | 1976                 | |
| Karl-Heinz Feldkamp             | Germany                  | 1976                 | 1978                 | Promotion to the Bundesliga                                                                             |
| Milovan Beljin                  | Yugoslavia               | 1978                 | tháng 10 năm 1978    | |
| Otto Rehhagel                   | Germany                  | tháng 10 năm 1978    | tháng 10 năm 1979    | Relegation to the 2. Bundesliga 1978                                                                    |
| Willi Nolting                   | Germany                  | tháng 10 năm 1979    | tháng 10 năm 1979    | |
| Hans-Dieter Tippenhauer         | Germany                  | tháng 10 năm 1979    | tháng 9 năm 1980     | Promotion to the Bundesliga                                                                             |
| Willi Nolting                   | Germany                  | tháng 9 năm 1980     | tháng 12 năm 1980    | |
| Horst Franz                     | Germany                  | tháng 12 năm 1980    | 1982                 | |
| Horst Köppel                    | Germany                  | 1982                 | 1983                 | Place 8 in the Bundesliga                                                                               |
| Karl-Heinz Feldkamp             | Germany                  | 1983                 | tháng 3 năm 1984     | |
| Gerd Roggensack                 | Germany                  | tháng 3 năm 1984     | tháng 2 năm 1986     | Place 8 in der Bundesliga 1984 Relegation to the 2. Bundesliga 1985                                     |
| Horst Franz                     | Germany                  | tháng 2 năm 1986     | tháng 11 năm 1986    | |
| Fritz Fuchs                     | Germany                  | tháng 11 năm 1986    | tháng 12 năm 1987    | |
| Joachim Krug                    | Germany                  | tháng 12 năm 1987    | tháng 4 năm 1988     | |
| Ernst Middendorp                | Germany                  | tháng 4 năm 1988     | tháng 10 năm 1990    | Relegation to the Oberliga 1988 Champion of the Oberliga Westfalen 1990                                 |
| Franz Raschid                   | Germany                  | tháng 10 năm 1990    | 1991                 | |
| Fritz Grösche                   | Germany                  | 1991                 | 1992                 | |
| Ingo Peter                      | Germany                  | 1992                 | tháng 2 năm 1994     | |
| Theo Schneider                  | Germany                  | tháng 2 năm 1994     | 1994                 | Qualification for the Regionalliga West/Südwest                                                         |
| Wolfgang Sidka                  | Germany                  | 1994                 | tháng 9 năm 1994     | |
| Ernst Middendorp                | Germany                  | tháng 9 năm 1994     | 16 tháng 8 năm 1998  | Thăng hạng 2. Bundesliga 1995 Thăng hạng Bundesliga 1996 Xuống hạng 2. Bundesliga                       |
| Thomas von Heesen               | Germany                  | 17 tháng 8 năm 1998  | 1999                 | Thăng hạng Bundesliga                                                                                   |
| Hermann Gerland                 | Germany                  | 1999                 | tháng 10 năm 2000    | Xuống hạng 2. Bundesliga                                                                                |
| Benno Möhlmann                  | Germany                  | tháng 10 năm 2000    | 16 tháng 2 năm 2004  | Thăng hạng Bundesliga Xuống hạng 2. Bundesliga                                                          |
| Thomas von Heesen               | Germany                  | 17 tháng 2 năm 2004  | 29 tháng 2 năm 2004  | |
| Uwe Rapolder                    | Germany                  | 1 tháng 3 năm 2004   | 10 tháng 5 năm 2005  | Thăng hạng Bundesliga                                                                                   |
| Frank Geideck                   | Germany                  | 11 tháng 5 năm 2005  | 2005                 | |
| Thomas von Heesen               | Germany                  | 2005                 | 11 tháng 2 năm 2007  | |
| Frank Geideck                   | Germany                  | 11 tháng 2 năm 2007  | 13 tháng 3 năm 2007  | |
| Ernst Middendorp                | Germany                  | 14 tháng 3 năm 2007  | 9 tháng 12 năm 2007  | |
| Detlev Dammeier                 | Germany                  | 10 tháng 12 năm 2007 | 31 tháng 12 năm 2007 | |
| Michael Frontzeck               | Germany                  | 1 tháng 1 năm 2008   | 17 tháng 5 năm 2009  | |
| Jörg Berger                     | Germany                  | 19 tháng 5 năm 2009  | –                    | Xuống hạng 2. Bundesliga                                                                                |
| Thomas Gerstner                 | Germany                  | 24 tháng 6 năm 2009  | 11 tháng 3 năm 2010  | |
| Frank Eulberg & Jörg Böhme      | Germany                  | 11 tháng 3 năm 2010  | 26 tháng 5 năm 2010  | |
| Christian Ziege                 | Germany                  | 26 tháng 5 năm 2010  | 6 tháng 11 năm 2010  | |
| Ewald Lienen                    | Germany                  | 7 tháng 11 năm 2010  | 30 tháng 6 năm 2011  | Xuống hạng 3. Liga                                                                                      |
| Markus von Ahlen                | Germany                  | 1 tháng 7 năm 2011   | 20 tháng 9 năm 2011  | |
| Stefan Krämer                   | Germany                  | 21 tháng 9 năm 2011  | 23 tháng 2 năm 2014  | Thăng hạng 2. Bundesliga                                                                                |
| Norbert Meier                   | Germany                  | 24 tháng 2 năm 2014  | 10 tháng 6 năm 2016  | Thăng hạng 2. Bundesliga bán kết DFB-Pokal 2014–15                                                      |
| Rüdiger Rehm                    | Germany                  | 15 tháng 6 năm 2016  | 22 tháng 10 năm 2016 | |
| Carsten Rump                    | Germany                  | 23 tháng 10 năm 2016 | 15 tháng 11 năm 2016 | |
| Jürgen Kramny                   | Germany                  | 15 tháng 11 năm 2016 | 14 tháng 3 năm 2017  | |
| Jeff Saibene                    | Luxembourg               | 19 tháng 3 năm 2017  | 10 tháng 12 năm 2018 | |
| Uwe Neuhaus                     | Luxembourg               | 10 tháng 12 năm 2018 | nay                  | Thăng hạng Bundesliga                                                                                   |